# Uralski jezici
Uralski jezici su jezična porodica u sjevernoj Euraziji s 38 jezika kojima govori oko 20 milijuna ljudi.
Naziv jezične porodice se odnosi na prapostojbinu, koja se često smješta blizu Urala. Države sa značajnim brojem govornika uralskih jezika su: Estonija, Finska, Mađarska, Norveška, Rumunjska, Rusija, Slovačka, Vojvodina u Srbiji, Švedska. Najvitalniji uralski jezici (u smislu broja izvornih govornika i statusa) su estonski, finski i mađarski.

## Klasifikacija
A) Ugrofinski jezici (32):
a1. Finski jezici:
a. baltofinski jezici (11): estonski, finski, ingrijski, karelski, livonski, vepsijski, votski; ludski, olonecki, kvenski, tornedalski.
b. povolškofinski jezici: mordvinski (erzjanski i mokšanski), marijski (čeremiski).
c. permjački jezici (3): votjački ili udmurtski, permjački, zirjanski.
d. laponski jezici (6): po starijoj klasifikaciji 11): akkala, kildin, kemi, ter, inari, skolt; sjeverni, južni, pite, lule, ume.
a2. Ugarski jezici:
a. mađarski, Mađarska, Rumunjska, Slovačka i Srbija.
b. opski ugarski Rusija: vogulski ili mansijski, ostjački ili hantijski.
B) Samojedski jezici (6) azijska Rusija: 
b1. sjeverni: enecki, jurački (nenecki), nganasanski (tavgijski).
b2. južni: kamasinski (kamassinski), matorski †, selkupski.

## Obilježja
Jezici uralske porodice ne poznaju kategoriju gramatičkog roda. U fonetskom smislu česta je harmonija samoglasnika, koji se raspoređuju u skupine. Uralski jezici su aglutinativni, kako prilikom sklonidbe imenica i pridjeva, tako i pri sprezanju glagola. Veliki broj padeža je učestala pojava, ali ne i čvrsto pravilo. Finski jezici također poznaju kategoriju niječnog glagola, koji se spreže umjesto glavnog glagola.

## Vanjske poveznice
- Ethnologue (14th)
- Ethnologue (15th)
- Ethnologue (16th)
- Tree for Uralic  Arhivirana inačica izvorne stranice od 17. rujna 2008. (Wayback Machine)